# Il sogno di Ginevra
Il sogno di Ginevra è un romanzo storico scritto da Jack Whyte.
Ultimo capitolo di questa serie di libri che parla del giovane Clothar, divenuto poi il cavaliere più celebre di tutti i tempi, il romanzo storico è pieno di sorprese, intrighi, passioni, amori e tradimenti.

## Trama
In quest'ultimo capitolo si parla del matrimonio mai consumato tra Artù, re di Britannia, e Ginevra, figlia di un re del Nord, che vuole conquistare il potere tramite l'erede che verrà fuori tra loro due. Intanto Lance (nome con cui ormai viene identificato Clothar), per le sue capacità viene mandato a contrastare le armate Unne capitanate da Attila. Dopo che Artù rischia di morire, alla fine Lance torna a Camelot, dove rincontra Ginevra e nasce una forte amicizia fra i due. Tuttavia (a discapito della solita storia Arthuriana) il loro amore non nascerà durante la permanenza dei due a Camelot, ma bensì anni dopo il trasferimento di entrambi a Benwik e anni dopo la morte di Artù.